# Cúp Liên đoàn các châu lục 2017

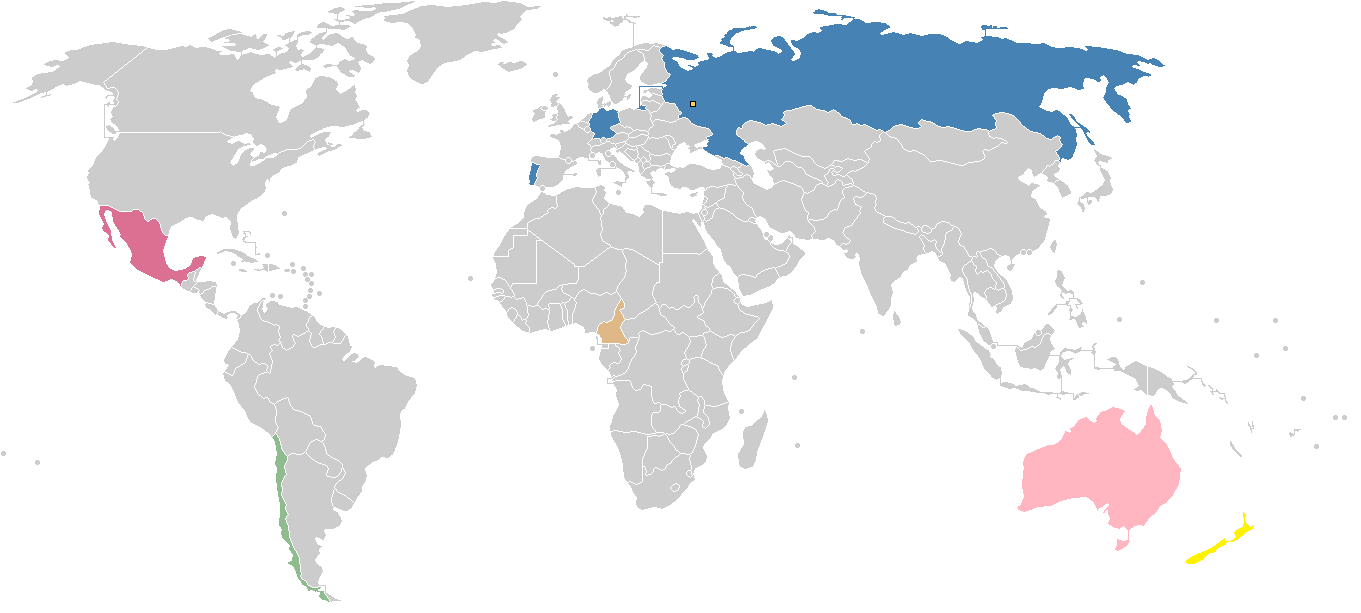
Các đội tham dự Cúp Liên đoàn các châu lục 2017

Cúp Liên đoàn các châu lục 2017 (FIFA Confederations Cup 2017, Tiếng Nga: Кубок конфедераций 2017, chuyển tự Latin: Kubok Konfederacij 2017) là Cúp Liên đoàn các châu lục lần thứ 10 và cũng là lần cuối cùng. Giải đấu được diễn ra tại Nga từ ngày 17 tháng 6 đến ngày 2 tháng 7 năm 2017. Đây cũng là đợt tổng diễn tập cho Giải vô địch bóng đá thế giới 2018.
Nga trở thành chủ nhà vào ngày 2 tháng 12 năm 2010 sau khi giành quyền đăng cai Giải vô địch bóng đá thế giới 2018. Các trận đấu diễn ra tại 4 thành phố: Sankt-Peterburg, Moskva, Kazan và Sochi. Đội tuyển chủ nhà Nga được đặc cách vào thẳng giải đấu; họ sẽ thi đấu cùng sáu đội tuyển vô địch tại các giải bóng đá châu lục cũng như đương kim vô địch Giải vô địch bóng đá thế giới 2014, đội tuyển Đức.
Đức đã giành chức vô địch đầu tiên và cũng là chức vô địch duy nhất trong lịch sử sau khi vượt qua Chile với tỉ số 1–0 bằng pha lập công duy nhất của tiền đạo Lars Stindl ở phút thứ 20.

## Các đội tham dự
Có 8 đội tuyển quốc gia góp mặt tại Cúp Liên đoàn các châu lục 2017, bao gồm đội chủ nhà, đội đương kim vô địch thế giới và 6 đội tuyển vô địch các giải đấu cấp châu lục. Nga là đội đầu tiên được xác định khi tham dự giải với tư cách chủ nhà. Đức là đội thứ 2 giành quyền dự giải khi đăng quang tại World Cup 2014. Úc tiếp bước 2 đội trên khi đánh bại Hàn Quốc trong trận chung kết Asian Cup 2015. Chile là đội thứ tư khi vượt qua Argentina ở chung kết Copa America 2015.
Mexico là đội thứ 5 góp mặt sau khi giành chức vô địch Cúp Vàng CONCACAF 2015. Đội thứ 6 là New Zealand giành quyền dự giải với tư cách nhà vô địch Châu Đại Dương năm 2016.
Bồ Đào Nha trở thành đội thứ 7 đến Nga khi vô địch Euro 2016 với trận thắng 1–0 trước chủ nhà Pháp. Đương kim vô địch châu Phi, Cameroon, đoạt tấm vé thứ 8 và cuối cùng khi thắng Ai Cập ở chung kết CAN 2017.
In đậm: vô địch năm tham dự.
| Đội         | Liên đoàn | Lọt vào với tư cách                                  | Ngày lọt vào         | Số lần tham gia                        | Nhóm |
| ----------- | --------- | ---------------------------------------------------- | -------------------- | -------------------------------------- | ---- |
| Nga         | UEFA      | Chủ nhà Giải vô địch bóng đá thế giới 2018           | 2 tháng 12 năm 2010  | 0 (lần duy nhất)                       | A1   |
| Đức         | UEFA      | Đương kim vô địch Giải vô địch bóng đá thế giới 2014 | 13 tháng 7 năm 2014  | 3 (1999, 2005)                         | A2   |
| Úc          | AFC       | Đương kim vô địch Cúp bóng đá châu Á 2015            | 31 tháng 1 năm 2015  | 4 (1997, 2001, 2005)                   | A3   |
| Chile       | CONMEBOL  | Đương kim vô địch Cúp bóng đá Nam Mỹ 2015            | 4 tháng 7 năm 2015   | 0 (lần duy nhất)                       | A4   |
| México      | CONCACAF  | Đương kim vô địch Cúp Vàng CONCACAF 2015             | 10 tháng 10 năm 2015 | 7 (1995, 1997, 1999, 2001, 2005, 2013) | B1   |
| New Zealand | OFC       | Đương kim vô địch Cúp bóng đá châu Đại Dương 2016    | 12 tháng 6 năm 2016  | 3 (1999, 2003, 2009)                   | B2   |
| Bồ Đào Nha  | UEFA      | Đương kim vô địch Giải vô địch bóng đá châu Âu 2016  | 10 tháng 7 năm 2016  | 0 (lần duy nhất)                       | B3   |
| Cameroon    | CAF       | Đương kim vô địch Cúp bóng đá châu Phi 2017          | 12 tháng 2 năm 2017  | 2 (2001, 2003)                         | B4   |

## Bốc thăm
Lễ bốc thăm được diễn ra vào ngày 26 tháng 11 năm 2016 tại Tennis Academy ở thành phố Kazan.
| Nhóm 1                                                      | Nhóm 2                                                      |
| ----------------------------------------------------------- | ----------------------------------------------------------- |
| - Nga (Chủ nhà) (55) - Đức (3) - Chile (4) - Bồ Đào Nha (8) | - México (18) - Úc (48) - New Zealand (110) - Cameroon (65) |

## Địa điểm
4 thành phố dưới đây sẽ tổ chức các trận đấu của cúp Liên đoàn các châu lục 2017.
| Sân vận động Krestovsky (Sân vận động Saint Petersburg) | Otkrytiye Arena (Sân vận động Spartak)          |
| Sức chứa: 68.134                                        | Sức chứa: 45.360                                |
|                                                         |                                                 |
| Kazan                                                   | Sochi                                           |
| Kazan Arena                                             | Sân vận động Olympic Fisht (Sân vận động Fisht) |
| Sức chứa: 45.379                                        | Sức chứa: 47.659                                |
|                                                         |                                                 |

## Các trọng tài
Dưới đây là danh sách trọng tài tham gia điều hành các trận đấu của Cúp Liên đoàn các châu lục 2017.
| Liên đoàn | Trọng tài chính  | Trợ lý trọng tài                       | Trọng tài sau cầu môn | Trọng tài hỗ trợ video                          |
| --------- | ---------------- | -------------------------------------- | --------------------- | ----------------------------------------------- |
| AFC       | Fahad Al-Mirdasi | Abdullah Al-Shalawi Mohammed Al-Abakry | –                     | Ravshan Irmatov                                 |
| AFC       | Alireza Faghani  | Reza Sokhandan Mohammadreza Mansouri   | –                     | Ravshan Irmatov                                 |
| CAF       | Bakary Gassama   | Jean-Claude Birumushahu Marwa Range    | –                     | Malang Diedhiou                                 |
| CONCACAF  | Mark Geiger      | Joe Fletcher Charles Justin Morgante   | –                     | Jair Marrufo                                    |
| CONMEBOL  | Néstor Pitana    | Hernán Maidana Juan Pablo Belatti      | –                     | Enrique Cáceres Sandro Ricci                    |
| CONMEBOL  | Wilmar Roldán    | Alexander Guzman Cristian De La Cruz   | –                     | Enrique Cáceres Sandro Ricci                    |
| OFC       | –                | –                                      | Abdelkader Zitouni    | –                                               |
| UEFA      | Milorad Mažić    | Milovan Ristić Dalibor Đurđević        | –                     | Artur Soares Dias Ovidiu Hațegan Clément Turpin |
| UEFA      | Gianluca Rocchi  | Elenito Di Liberatore Mauro Tonolini   | –                     | Artur Soares Dias Ovidiu Hațegan Clément Turpin |
| UEFA      | Damir Skomina    | Jure Praprotnik Robert Vukan           | –                     | Artur Soares Dias Ovidiu Hațegan Clément Turpin |

## Bóng thi đấu

Quả bóng Krasava Adidas 2017

Quả bóng thì đấu chính thức cho Cúp được sản xuất bởi Adidas, và được đặt tên là "Krasava", một từ tiếng lóng của Nga cho "đẹp" hoặc "tuyệt vời".

## Lịch thi đấu
Lịch thi đấu được FIFA ấn định vào ngày 24 tháng 7 năm 2015. Chủ nhà Nga được xếp thẳng vào nhóm A1 và thi đấu trận đầu tiên tại Zenit Arena ở Sankt-Peterburg vào ngày 17 tháng 6. Các sân vận động dưới đây được sử dụng để thi đấu vòng đấu loại trực tiếp:
- Sân vận động Krestovsky ở Sankt-Peterburg thi đấu trận chung kết vào ngày 2 tháng 7.
- Kazan Arena ở Kazan thi đấu trận bán kết 1 vào ngày 28 tháng 6.
- Sân vận động Olympic Fisht ở Sochi thi đấu trận bán kết 2 vào ngày 29 tháng 6.
- Otkrytie Arena ở Moskva thi đấu trận tranh hạng ba vào ngày 2 tháng 7.

Lễ bốc thăm vòng bảng diễn ra vào ngày 26 tháng 11 năm 2016 ở Kazan.
Giờ thi đấu tính theo giờ địa phương (UTC+3).

## Đội hình
Mỗi đội phải đặt tên cho một đội hình sơ bộ gồm 30 cầu thủ. Từ đội hình sơ bộ, đội đã phải điền tên đội hình cuối cùng gồm 23 cầu thủ (3 trong số đó phải là thủ môn) trước thời hạn của FIFA. Các cầu thủ trong đội hình cuối cùng có thể bị thay thế do chấn thương nghiêm trọng trong vòng 24 giờ trước khi trận đấu đầu tiên của đội bắt đầu, trong đó các cầu thủ thay thế không cần thiết phải có mặt trong đội hình sơ bộ. Các đội chính thức được FIFA công bố vào ngày 8 tháng 6 năm 2017.

## Vòng bảng

### Bảng A
| VT | Đội         | ST | T | H | B | BT | BB | HS | Đ | Giành quyền tham dự                 |
| -- | ----------- | -- | - | - | - | -- | -- | -- | - | ----------------------------------- |
| 1  | Bồ Đào Nha  | 3  | 2 | 1 | 0 | 7  | 2  | +5 | 7 | Đi tiếp vào vòng đấu loại trực tiếp |
| 2  | México      | 3  | 2 | 1 | 0 | 6  | 4  | +2 | 7 | Đi tiếp vào vòng đấu loại trực tiếp |
| 3  | Nga (H)     | 3  | 1 | 0 | 2 | 2  | 4  | −2 | 3 |                                     |
| 4  | New Zealand | 3  | 0 | 0 | 3 | 2  | 7  | −5 | 0 |                                     |

| Nga                              | 2–0      | New Zealand |
| -------------------------------- | -------- | ----------- |
| - Boxall 31' (l.n.) - Smolov 69' | Chi tiết |             |

| Bồ Đào Nha                  | 2–2      | México                         |
| --------------------------- | -------- | ------------------------------ |
| - Quaresma 34' - Cédric 86' | Chi tiết | - Hernández 42' - Moreno 90+1' |

| Nga | 0–1      | Bồ Đào Nha |
| --- | -------- | ---------- |
|     | Chi tiết | Ronaldo 8' |

| México                      | 2–1      | New Zealand |
| --------------------------- | -------- | ----------- |
| - Jiménez 54' - Peralta 72' | Chi tiết | Wood 42'    |

| México                    | 2–1      | Nga         |
| ------------------------- | -------- | ----------- |
| - Araujo 30' - Lozano 52' | Chi tiết | Samedov 25' |

| New Zealand | 0–4      | Bồ Đào Nha                                                       |
| ----------- | -------- | ---------------------------------------------------------------- |
|             | Chi tiết | - Ronaldo 33' (ph.đ.) - B. Silva 37' - A. Silva 80' - Nani 90+1' |

### Bảng B
| VT | Đội      | ST | T | H | B | BT | BB | HS | Đ | Giành quyền tham dự                 |
| -- | -------- | -- | - | - | - | -- | -- | -- | - | ----------------------------------- |
| 1  | Đức      | 3  | 2 | 1 | 0 | 7  | 4  | +3 | 7 | Đi tiếp vào vòng đấu loại trực tiếp |
| 2  | Chile    | 3  | 1 | 2 | 0 | 4  | 2  | +2 | 5 | Đi tiếp vào vòng đấu loại trực tiếp |
| 3  | Úc       | 3  | 0 | 2 | 1 | 4  | 5  | −1 | 2 |                                     |
| 4  | Cameroon | 3  | 0 | 1 | 2 | 2  | 6  | −4 | 1 |                                     |

| Cameroon | 0–2      | Chile                      |
| -------- | -------- | -------------------------- |
|          | Chi tiết | - Vidal 81' - Vargas 90+1' |

| Úc                      | 2–3      | Đức                                              |
| ----------------------- | -------- | ------------------------------------------------ |
| - Rogic 41' - Juric 56' | Chi tiết | - Stindl 5' - Draxler 44' (ph.đ.) - Goretzka 48' |

| Cameroon             | 1–1      | Úc                   |
| -------------------- | -------- | -------------------- |
| Zambo Anguissa 45+1' | Chi tiết | Milligan 60' (ph.đ.) |

| Đức        | 1–1      | Chile      |
| ---------- | -------- | ---------- |
| Stindl 41' | Chi tiết | Sánchez 6' |

| Đức                              | 3–1      | Cameroon      |
| -------------------------------- | -------- | ------------- |
| - Demirbay 48' - Werner 66', 81' | Chi tiết | Aboubakar 78' |

| Chile         | 1–1      | Úc         |
| ------------- | -------- | ---------- |
| Rodríguez 67' | Chi tiết | Troisi 42' |

## Vòng đấu loại trực tiếp

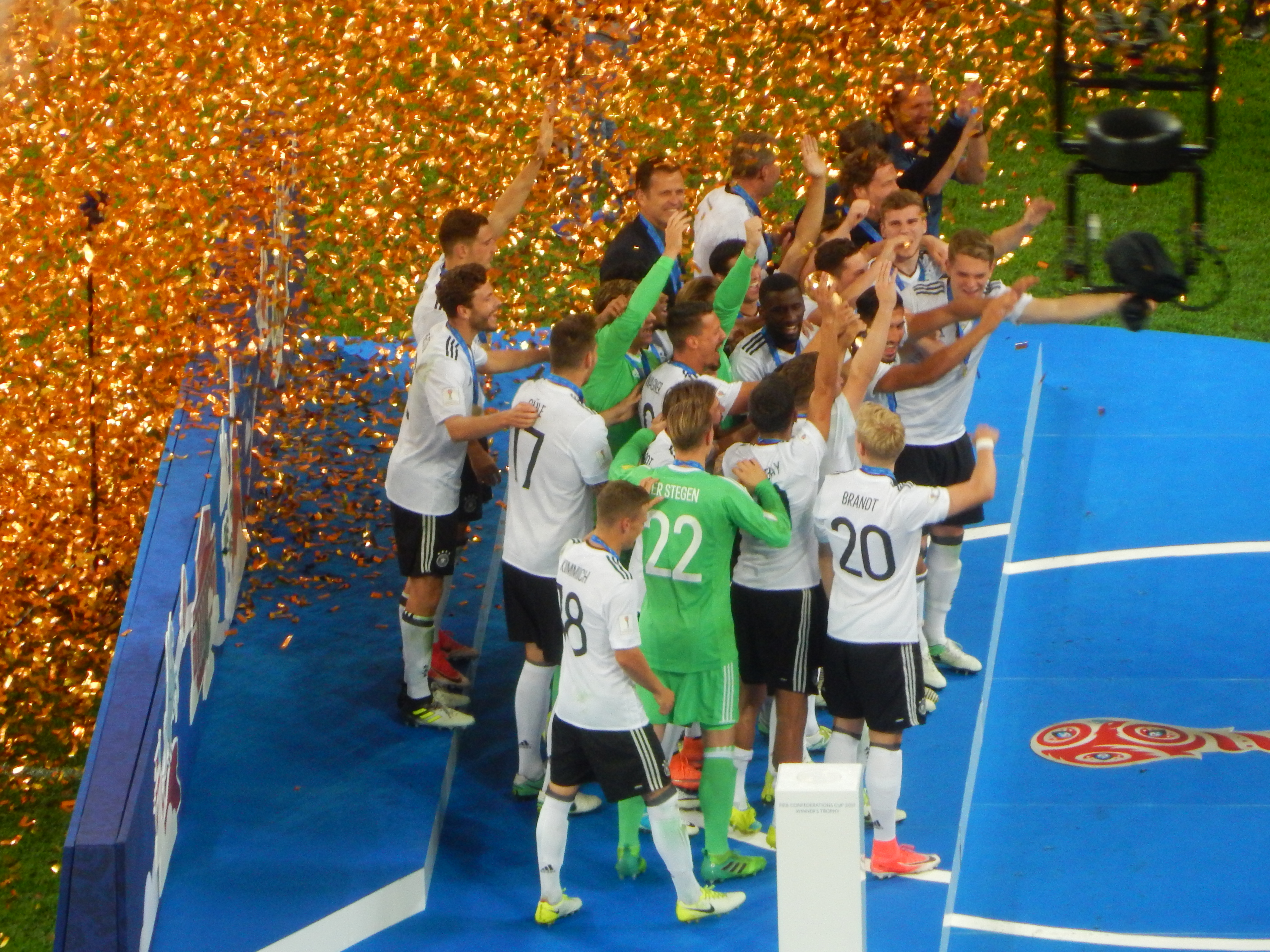
Đức giành chức vô địch sau khi thắng Chile 0-1 ở trận chung kết

Ở vòng loại trực tiếp, nếu một trận đấu hòa vào cuối thời gian thi đấu bình thường, thì Hiệp phụ sẽ được thi đấu (hai hiệp, mỗi hiệp 15 phút), mỗi đội được phép thay 4 người . Nếu vẫn hòa sau hiệp phụ, trận đấu được quyết định bằng loạt Loạt sút luân lưu để phân định thắng bại.
|  | Bán kết             | Bán kết |                             |   | Chung kết | Chung kết |
|  |                     |         |                             |   |           |           |
|  | 28 tháng 6 — Kazan  |         |                             |   |           |           |
|  |                     |         |                             |   |           |           |
|  | Bồ Đào Nha          | 0 (0)   |                             |   |           |           |
|  | Bồ Đào Nha          | 0 (0)   | 2 tháng 7 — Sankt-Peterburg |   |           |           |
|  | Chile (p)           | 0 (3)   |                             |   |           |           |
|  | Chile (p)           | 0 (3)   | Chile                       | 0 |           |           |
|  | 29 tháng 6 — Sochi  |         | Chile                       | 0 |           |           |
|  |                     | Đức     | 1                           |   |           |           |
|  | Đức                 | Đức     | 1                           | 4 |           |           |
|  | Đức                 |         |                             | 4 |           |           |
|  | México              | 1       |                             |   |           |           |
|  | México              | 1       | Tranh hạng ba               |   |           |           |
|  |                     |         |                             |   |           |           |
|  | 2 tháng 7 — Moskva  |         |                             |   |           |           |
|  |                     |         |                             |   |           |           |
|  | Bồ Đào Nha (s.h.p.) | 2       |                             |   |           |           |
|  | Bồ Đào Nha (s.h.p.) | 2       |                             |   |           |           |
|  | México              | 1       |                             |   |           |           |

### Bán kết
| Bồ Đào Nha                   | 0–0 (s.h.p.) | Chile                        |
| ---------------------------- | ------------ | ---------------------------- |
|                              | Chi tiết     |                              |
| Loạt sút luân lưu            |              |                              |
| - Quaresma - Moutinho - Nani | 0–3          | - Vidal - Aránguiz - Sánchez |

| Đức                                           | 4–1      | México     |
| --------------------------------------------- | -------- | ---------- |
| - Goretzka 6', 8' - Werner 59' - Younes 90+1' | Chi tiết | Fabián 89' |

### Tranh hạng ba
| Bồ Đào Nha              | 2–0      | México |
| ----------------------- | -------- | ------ |
| - Neto 54' - Pepe 90+1' | Chi tiết |        |

### Chung kết
| Chile | 0–1      | Đức        |
| ----- | -------- | ---------- |
|       | Chi tiết | Stindl 20' |

## Danh sách cầu thủ ghi bàn

### Người ghi bàn
Có 43 bàn thắng được ghi sau 16 trận, trung bình 2,69 bàn / trận.
3 bàn
- Leon Goretzka
- Lars Stindl
- Timo Werner

2 bàn
- Cristiano Ronaldo

1 bàn
- Tomi Juric
- Mark Milligan
- Tom Rogic
- James Troisi
- Vincent Aboubakar
- André-Frank Zambo Anguissa
- Martín Rodríguez
- Alexis Sánchez
- Eduardo Vargas
- Arturo Vidal
- Kerem Demirbay
- Julian Draxler
- Amin Younes
- Néstor Araujo
- Marco Fabián
- Javier Hernández
- Raúl Jiménez
- Hirving Lozano
- Héctor Moreno
- Oribe Peralta
- Chris Wood
- Cédric
- Nani
- Pepe
- Ricardo Quaresma
- Adrien Silva
- André Silva
- Bernardo Silva
- Aleksandr Samedov
- Fyodor Smolov

Phản lưới nhà
- Michael Boxall (trong trận gặp Nga)
- Luís Neto (trong trận gặp México)

Nguồn: FIFA

## Giải thưởng
Các giải thưởng được trao sau khi giải đấu kết thúc..
| Quả bóng vàng           | Quả bóng bạc            | Quả bóng đồng           |
| ----------------------- | ----------------------- | ----------------------- |
| Julian Draxler          | Alexis Sánchez          | Leon Goretzka           |
| Chiếc giày vàng         | Chiếc giày bạc          | Chiếc giày bạc          |
| Timo Werner             | Leon Goretzka           | Lars Stindl             |
| 3 bàn, 2 đường kiến tạo | 3 bàn, 0 đường kiến tạo | 3 bàn, 0 đường kiến tạo |
| Găng tay vàng           |                         |                         |
| Claudio Bravo           |                         |                         |
| Giải phong cách         |                         |                         |
| Đức                     |                         |                         |

## Bảng xếp hạng giải đấu
| VT | Đội         | ST | T | H | B | BT | BB | HS | Đ  | Kết quả chung cuộc  |
| -- | ----------- | -- | - | - | - | -- | -- | -- | -- | ------------------- |
| 1  | Đức         | 5  | 4 | 1 | 0 | 12 | 5  | +7 | 13 | Vô địch             |
| 2  | Chile       | 5  | 1 | 3 | 1 | 4  | 3  | +1 | 6  | Á quân              |
| 3  | Bồ Đào Nha  | 5  | 3 | 2 | 0 | 9  | 3  | +6 | 11 | Hạng ba             |
| 4  | México      | 5  | 2 | 1 | 2 | 8  | 10 | −2 | 7  | Hạng tư             |
|    |             |    |   |   |   |    |    |    |    |                     |
| 5  | Nga (H)     | 3  | 1 | 0 | 2 | 3  | 3  | 0  | 3  | Bị loại ở vòng bảng |
| 6  | Úc          | 3  | 0 | 2 | 1 | 4  | 5  | −1 | 2  | Bị loại ở vòng bảng |
| 7  | Cameroon    | 3  | 0 | 1 | 2 | 2  | 6  | −4 | 1  | Bị loại ở vòng bảng |
| 8  | New Zealand | 3  | 0 | 0 | 3 | 1  | 8  | −7 | 0  | Bị loại ở vòng bảng |

## Tiền thưởng
Dưới đây là cơ cấu tiền thưởng của FIFA cho giải đấu này.
| Thành tích    | Danh hiệu                 | Tiền thưởng (Đô la Mỹ) |
| ------------- | ------------------------- | ---------------------- |
| Chung kết     | Vô địch                   | $5,000,000             |
| Chung kết     | Á quân                    | $4,500,000             |
| Tranh hạng ba | Hạng ba                   | $3,500,000             |
| Tranh hạng ba | Hạng tư                   | $3,000,000             |
| Vòng bảng     | 4 đội bị loại ở vòng bảng | $2,000,000             |

## Nhà tài trợ
| Tài trợ FIFA                                                                               | Tài trợ Confed Cup                                   | Tài trợ khác |
| ------------------------------------------------------------------------------------------ | ---------------------------------------------------- | ------------ |
| \| - Adidas - Coca-Cola - Gazprom - Qatar Airways \| - Hyundai–Kia - VISA - Wanda Group \| | - Anheuser-Busch InBev - Hisense - McDonald's - Vivo | - Alfa-Bank  |
| - Adidas - Coca-Cola - Gazprom - Qatar Airways                                             | - Hyundai–Kia - VISA - Wanda Group                   |              |

## Bản quyền truyền hình
Dưới đây là danh sách quốc gia sở hữu bản quyền phát sóng Cúp Liên đoàn các châu lục 2017.
| Quốc gia             | Truyền hình                                  | Ghi chú              |
| -------------------- | -------------------------------------------- | -------------------- |
| Albania              | RTSH                                         | [ 22 ]               |
| Argentina            | TyC, DirecTV                                 | [ 22 ]               |
| Armenia              | ARMTV                                        | [ 22 ]               |
| Úc                   | SBS, Optus Sport                             | [ 22 ] [ 23 ]        |
| Áo                   | ORF                                          | [ 22 ]               |
| Azerbaijan           | İTV                                          | [ 22 ]               |
| Belarus              | BTRC                                         | [ 22 ]               |
| Bỉ                   | VRT, RTBF                                    | [ 22 ]               |
| Bolivia              | Unitel, Red Uno, DirecTV                     | [ 22 ]               |
| Bosna và Hercegovina | BHRT                                         | [ 22 ]               |
| Brasil               | Globo, SporTV                                | [ 22 ]               |
| Brunei               | Astro                                        | [ 22 ]               |
| Bulgaria             | BNT                                          | [ 22 ]               |
| Canada               | CTV, RDS, TSN                                | [ 22 ]               |
| Trung Quốc           | Tencent Sports                               | [ 24 ]               |
| Chile                | Canal 13, TVN, Mega, DirecTV                 | [ 22 ]               |
| Colombia             | Caracol TV, RCN TV, DirecTV                  | [ 22 ]               |
| Costa Rica           | Teletica, Sky                                | [ 22 ]               |
| Croatia              | HRT                                          | [ 22 ]               |
| Síp                  | CyBC                                         | [ 22 ]               |
| Cộng hòa Séc         | ČT                                           | [ 22 ]               |
| Đan Mạch             | DR, TV 2                                     | [ 22 ]               |
| Ecuador              | RTS                                          | [ 22 ]               |
| El Salvador          | TCS, Sky                                     | [ 22 ]               |
| Estonia              | ERR                                          | [ 22 ]               |
| Quần đảo Faroe       | DR                                           | [ 22 ]               |
| Phần Lan             | Yle                                          | [ 25 ]               |
| Pháp                 | TF1, SFR Sport                               | [ 22 ] [ 26 ]        |
| Gruzia               | GPB                                          | [ 22 ]               |
| Đức                  | ARD, ZDF                                     | [ 22 ]               |
| Hy Lạp               | ERT                                          | [ 22 ]               |
| Greenland            | DR, TV 2                                     | [ 22 ]               |
| Guatemala            | TVA, Sky                                     | [ 22 ]               |
| Honduras             | Televicentro, Sky                            | [ 22 ]               |
| Hồng Kông            | LeSports                                     | [ 22 ]               |
| Hungary              | MTVA                                         | [ 22 ]               |
| Iceland              | RÚV                                          | [ 22 ]               |
| Ấn Độ                | Sony Pictures Networks                       | [ 22 ]               |
| Indonesia            | RTV, OrangeTV                                | [ 27 ] [ 28 ]        |
| Ireland              | RTÉ                                          | [ 22 ]               |
| Israel               | KAN                                          | [ 22 ]               |
| Ý                    | Sky                                          | [ 29 ]               |
| Nhật Bản             | Fuji TV, NHK                                 | [ 22 ]               |
| Kosovo               | RTK                                          | [ 22 ]               |
| Latvia               | LTV                                          | [ 22 ]               |
| Liechtenstein        | SRG SSR                                      | [ 22 ]               |
| Litva                | LRT                                          | [ 22 ]               |
| Ma Cao               | TDM                                          | [ 30 ]               |
| Malaysia             | Astro                                        | [ 22 ]               |
| Malta                | PBS                                          | [ 22 ]               |
| MENA                 | beIN Sports                                  | [ 22 ]               |
| México               | Televisa, TV Azteca                          | [ 22 ]               |
| Moldova              | TRM                                          | [ 22 ]               |
| Montenegro           | RTCG                                         | [ 22 ]               |
| Nepal                | Sony Pictures Networks                       | [ 22 ]               |
| Hà Lan               | NOS                                          | [ 22 ]               |
| New Zealand          | Prime, Sky Sport                             | [ 22 ] [ 31 ] [ 32 ] |
| Nicaragua            | Ratensa                                      | [ 22 ]               |
| Na Uy                | NRK, TV 2                                    | [ 22 ]               |
| Pakistan             | Sony Pictures Networks                       | [ 22 ]               |
| Panama               | Corporación Medcom, Televisora Nacional, Sky | [ 22 ]               |
| Paraguay             | TyC                                          | [ 22 ]               |
| Peru                 | Latina Televisión, DirecTV                   | [ 22 ]               |
| Philippines          | ABS-CBN                                      | [ 22 ]               |
| Ba Lan               | TVP                                          | [ 22 ]               |
| Bồ Đào Nha           | RTP                                          | [ 22 ] [ 33 ]        |
| Puerto Rico          | Telemundo Puerto Rico, Punto 2               | [ 34 ]               |
| România              | TVR                                          | [ 22 ]               |
| Nga                  | Perviy kanal, Match TV                       | [ 35 ] [ 36 ]        |
| Serbia               | RTS                                          | [ 22 ]               |
| Slovenia             | RTVSLO                                       | [ 22 ]               |
| Nam Phi              | SABC, SuperSport                             | [ 37 ]               |
| Hàn Quốc             | SBS                                          | [ 22 ]               |
| Tây Ban Nha          | Gol                                          | [ 38 ]               |
| Châu Phi Sahara      | SuperSport, Star Times                       | [ 22 ]               |
| Thụy Điển            | SVT, TV4                                     | [ 22 ]               |
| Thụy Sĩ              | SRG SSR                                      | [ 22 ]               |
| Đài Loan             | ELTA TV                                      | [ 39 ]               |
| Thái Lan             | Channel 3                                    | [ 40 ]               |
| Thổ Nhĩ Kỳ           | TRT                                          | [ 22 ]               |
| Vương quốc Anh       | ITV                                          | [ 22 ]               |
| Hoa Kỳ               | Fox, Telemundo                               | [ 22 ]               |
| Uruguay              | Monte Carlo TV, Canal 10, Teledoce, TyC      | [ 22 ]               |
| Venezuela            | Meridiano Televisión, Venevisión             | [ 22 ]               |